# Itinga
Itinga es un municipio del estado de Minas Gerais, en el Brasil. Su nombre es un término de origen tupí que significa "agua blanca".
Su población estimada en 2020 era de 15 022 habitantes.

## Hidrografía
- Río Jequitinhonha

## Carreteras
- BR-367

## Administración
- Prefecto: João Bosco Versiani Gusmão Cordeiro (2021/2024)
- Viceprefecta: Maria Silmaria Alves da Silva
- Presidente de la cámara: Antônio Charles Alves (2021/2022)